# Kaylyn Brown
Kaylyn Brown, född 31 december 2004 i Charlotte, är en amerikansk friidrottare som tävlar i kortdistanslöpning.

## Karriär
Vid OS 2024 tog hon guld på 4 x 400 meter då hon ingick i det amerikanska lag som kvalificerade för finalen och sedermera vann. Hon tog även silver i den mixade stafetten 4 x 400 där det amerikanska laget satte nytt världsrekord i försöker och som i finalen placerade sig tvåa efter Nederländerna.